# Mao Shouxian
Mao Shouxian (chinesisch 毛壽先, Pinyin Máo Shòuxiān, W.-G. Mao Shou-hsien, englisch: Mao Shou-hsian; * 8. September 1922 in Zunhua in der Provinz Hopei (heute Hebei), Volksrepublik China; † 14. Mai 2008 in Taipeh, Taiwan) war ein chinesischer Biochemiker und Biomorphologe, der sich mit der Biologie und den evolutionären Beziehungen der taiwanesischen Schlangen und Schildkröten befasste.

## Leben
Mao besuchte die Universität Nordwestchinas in Xi’an (ehemals Sian, Provinz Shaanxi) und erwarb dort im Jahr 1945 den Bachelor of Science. Im selben Jahr trat er als Assistent in das Ausbildungsinstitut für militärische Hygienedienste (Training Institute of Military Hygiene Services, TIMH) in Shanghai ein. Diese Einrichtung wurde später mit dem Army Medical College fusioniert und in das National Defense Medical Center (國防醫學院; NDMC) umgewandelt, welches die Ausbildung von Militärärzten, Krankenschwestern und anderem medizinischen Personal übernahm. Nach dem Rückzug der nationalistischen Regierung nach Taiwan im Jahr 1949 wechselte Mao mit dem NDMC nach Taipeh. Bis 1952 war er als Assistent tätig und wurde anschließend zum Dozenten ernannt. Im Jahr 1968 erhielt er den Titel eines Professors für Biologie, zunächst in der Abteilung für Biomorphologie und später für Biologie und Anatomie.
Mao absolvierte auch eine Weiterbildung in den Vereinigten Staaten an der University of Chicago (1959) und an der Louisiana State University Medical School (1970). Von 1980 bis 1982 war er Leiter der Abteilung für Biomorphologie am NDMC und 1991 ging er in den Ruhestand. Er starb am 14. Mai 2008 im Tri-Service General Hospital (三軍總醫院) in Taipeh, dem Lehrkrankenhaus des NDMC. Mao verfasste etwa 40 Arbeiten und zwischen 1971 und 1993 fünf Bücher. Seine frühen Titel behandeln die Verbreitung, Naturgeschichte und den taxonomischen Status einiger taiwanesischer Schlangen und Eidechsen. Nach seinem Stipendium 1970 in den Vereinigten Staaten bei Herbert C. Dessauer entwickelte er ein neues Forschungsprogramm, bei dem er immunologische und Hämoglobin-Fingerprinting-Techniken einsetzte, um die evolutionären Beziehungen zwischen Schlangen und Schildkröten zu untersuchen, wobei er sich besonders für die Beziehung zwischen Seeschlangen und Landechsen interessierte. Mitte der 1980er Jahre verlagerte sich seine Forschung auf die Morphologie, einschließlich Hemipenisse, Schädelmuskulatur, Ultrastruktur der Zunge und Bissmuster von giftigen und nicht giftigen Arten.
Maos Bücher machten ihn auch in Übersee bekannt. Dazu gehören Turtles of Taiwan (1971), Sea Snakes of Taiwan (1980, mit Been-yuan Chen), das wenig bekannte Buch Snakes (1984, auf Chinesisch), Introduction to the Common Terrestrial Venomous Snakes of Taiwan (1990, mit Feng-yi Yin, auf Chinesisch) und Common Terrestrial Venomous Snakes of Taiwan (1993).
Mao war nie verheiratet. 